# Federación Nativa de Comunidades Kakataibo
La Federación Nativa de Comunidades Kakataibo (FENACOKA) es la organización indígena representativa de las comunidades nativas de la etnia kakataibo. Su espacio territorial se encuentra situado en los distritos de la frontera entre las regiones de Huánuco y Ucayali.Establecida en 1998, su objetivo fundamental es promover el desarrollo económico y cultural del pueblo kakataibo a través del fortalecimiento de sus valores étnicos y culturales.En la actualidad, el Ministerio de Justicia del Perú ha reconocido a la FENACOKA como una organización dedicada a la defensa de los derechos humanos de los pueblos indígenas. FENACOKA constituye la base de la Asociación Interétnica de Desarrollo de la Selva Peruana (AIDESEP) y la Organización Regional AIDESEP-Ucayali (ORAU).

## Organización
FENACOKA representa a 14 comunidades nativas pertenecientes al pueblo kakataibo, las cuales también incluyen a familias de los pueblos shipibo y yine.
1. Mariscal Cáceres
2. Puerto Azul
3. Yamino
4. Me Banañu
5. Nueva Esperanza
6. Sinchi Roca
7. Sinchi Roca ll
8. Puerto Nuevo
9. Puerto Nuevo lI
10. Katay
11. Unipacuyacu
12. Santa Martha
13. Campo Verde
14. Alianza de Santa Martha

Durante los últimos treinta años, las comunidades kakataibo han estado en una persistente lucha por conseguir la titulación de sus tierras como propiedad comunal, instando a la intervención por parte del gobierno peruano.

## Desafíos y amenazas actuales
Las comunidades kakataibo que integran FENACOKA, ubicadas en la frontera entre Huánuco y Ucayali, experimentan una creciente presión derivada de actividades ilícitas como el narcotráfico, la tala ilegal y el tráfico de tierras. En el transcurso de la pandemia de la Covid-19, cuatro líderes de la comunidad kakataibo perdieron la vida, mientras que otros ocho enfrentan amenazas de grupos vinculados a estas prácticas ilícitas. A pesar de la reciente creación de la Reserva indígena Kakataibo Norte y Sur, es imperativo implementar con urgencia una estrategia integral que aborde la erradicación de los cultivos de coca y garantice la protección inmediata de los líderes amenazados en la zona.